# Henschel Hs P.75
De Hs P.75 was een project voor een zwaar jachtvliegtuig dat werd ontworpen door de Duitse vliegtuigfabrikant Henschel.

## Ontwikkeling
In 1941 werd dit project opgestart en was bedoeld als een mogelijke opvolger voor de Messerschmitt Bf 110.
De romp was slank uitgevoerd maar was op bepaalde plaatsen verbreed om zo te zorgen dat de motor goed kon worden ingebouwd.
De vleugels waren in het midden van de rompzijkant geplaatst en waren aan de vleugelvoorrand van een geringe pijlstand voorzien. Er was een canard toegepast. Deze was geheel aan het begin van de rompneus geplaatst. De vleugels bevonden zich aan het einde van de romp.
De motor was een Daimler-Benz DB610 en was in het midden van de romp geplaatst. Deze motor bestond uit twee DB605 motoren die naast elkaar aan elkaar waren gekoppeld. Dit was ook de motor die later in de Heinkel He 177 werden gebruikt. Ze hadden echter een probleem met oververhitting. Later in het project werd de motor vervangen door een Daimler-Benz DB613. Deze motor bestond weer uit twee gekoppelde DB603 motoren. De motoren waren via een lange as die door een gedeelte van de rompachterkant liep verbonden met twee contra roterende propellers. Deze hadden een diameter van 3,20 m.
De cockpit was direct voor de motor geplaatst, ongeveer halverwege de romp. Het richtingsroer was onder de achterkant van de romp aangebracht. Dit diende tevens als bescherming van de propellers.
Er was een neuswiel landingsgestel toegepast.
De brandstof werd vervoerd in drie brandstoftanks, een in iedere vleugel en een in de romp.
De bewapening bestond uit vier 30 mm MK108 kanonnen in de rompneus.
De canard configuratie in combinatie met de motor / propelleropstelling zorgde voor een uitstekend uitzicht voor de piloot. Tevens kon men nu de bewapening in de rompneus consenteren. De motoropstelling had helaas wel het nadeel dat de koeling vaak voor problemen zorgde. De propelleropstelling leverde ook gevaar op voor de piloot als deze het toestel in een noodgeval moest verlaten. Hiervoor moest men een systeem ontwikkelen om of de propellers te verwijderen of de piloot te voorzien van een schietstoel. De configuratie werd uitgebreid in de windtunnel getest en leverde goede resultaten op. Ondanks de positieve resultaten werd dit ontwerp niet verder uitgewerkt.
Dit soort ontwerp was door verschillende fabrikanten tijdens de Tweede Wereldoorlog gerealiseerd, namelijk de Kyushu J7W1 Shinden en de Curtiss XP-55 Ascender.